# Silz (Pfalz)
Silz ist eine Ortsgemeinde im Landkreis Südliche Weinstraße in Rheinland-Pfalz. Sie gehört der Verbandsgemeinde Annweiler am Trifels an. Überregionalen Bekanntheitsgrad erlangte sie durch den innerhalb ihrer Gemarkung liegenden Wild- und Wanderpark Südliche Weinstraße.

## Geographie

### Lage
Der staatlich anerkannte Erholungsort liegt im Wasgau, wie der Südteil des Pfälzerwaldes auch genannt wird, zwischen Annweiler am Trifels und Bad Bergzabern. Die Gesteinsschichten bestehen aus feinkörnigen Sandsteinen. Nachbargemeinden sind – im Uhrzeigersinn – Waldrohrbach, Münchweiler am Klingbach, Klingenmünster, Gleiszellen-Gleishorbach, Bad Bergzabern, Birkenhördt, Vorderweidenthal und Gossersweiler-Stein.

### Erhebungen und Gewässer
An der Gemarkungsgrenze zu Klingenmünster und Gleiszellen-Gleishorbach erstreckt sich der 487 Meter hohe Abtskopf. Zentrales Fließgewässer ist der in West-Ost-Richtung verlaufende Klingbach. Westlich des Silzer Siedlungsgebiets ist er zum Silzer See aufgestaut; kurze Zeit vor Erreichen der Bebauung nimmt er von rechts den Sandwiesenbach auf.

## Geschichte
Der Ortsname Silz weist auf ein sulziges, sprich salzig trübes Wasser im Bereich der Ortsgemeinde hin. Tatsächlich befinden sich in Silz mindestens vier solcher salzhaltiger Quellen. Bis zum Ende des 18. Jahrhunderts gehörte der Ort zum Unteramt Landeck, das sich im gemeinschaftlichen Besitz der Kurpfalz und des Hochstift Speyer befand.
Nach der Einnahme des Linken Rheinufers durch französische Revolutionstruppen (1794) war Silz von 1798 bis 1814 dem Kanton Annweiler im Département Donnersberg zugeordnet und wurde von der Mairie in Schwanheim verwaltet. 1815 hatte der Ort insgesamt 385 Einwohner. 1815 hatte der Ort insgesamt 257 Einwohner. Aufgrund der auf dem Wiener Kongress getroffenen Vereinbarungen im selben Jahr waren die Pfalz und damit auch die Gemeinde Silz zunächst Österreich zugeordnet worden. In einem 1816 geschlossenen Staatsvertrags trat Österreich die Region an das Königreich Bayern ab. Der nunmehr Bayerische Kanton Annweiler gehörte im neu geschaffenen Rheinkreis vorläufig noch zu dem aus dem vorherigen Arrondissement gebildeten Bezirk Zweibrücken und kam am 1. August 1816 zum Bezirk Landau. Nach der Untergliederung der Bezirke in Landkommissariate (1818) gehörte Sülz – so der damalige Name – zum Landkommissariat Bergzabern; aus diesem ging das Bezirksamt Bergzabern  hervor.
Ab 1939 war der Ort Bestandteil des Landkreises Bergzabern. Nach dem Zweiten Weltkrieg wurde Silz innerhalb der französischen Besatzungszone Teil des damals neu gebildeten Landes Rheinland-Pfalz. Im Zuge der ersten rheinland-pfälzischen Verwaltungsreform wechselte der Ort am 7. Juni 1969 in den neu geschaffenen Landkreis Landau-Bad Bergzabern, der 1978 in Landkreis Südliche Weinstraße umbenannt wurde. 1972 wurde Silz der ebenfalls neu gebildeten Verbandsgemeinde Annweiler am Trifels zugeordnet.

## Religion

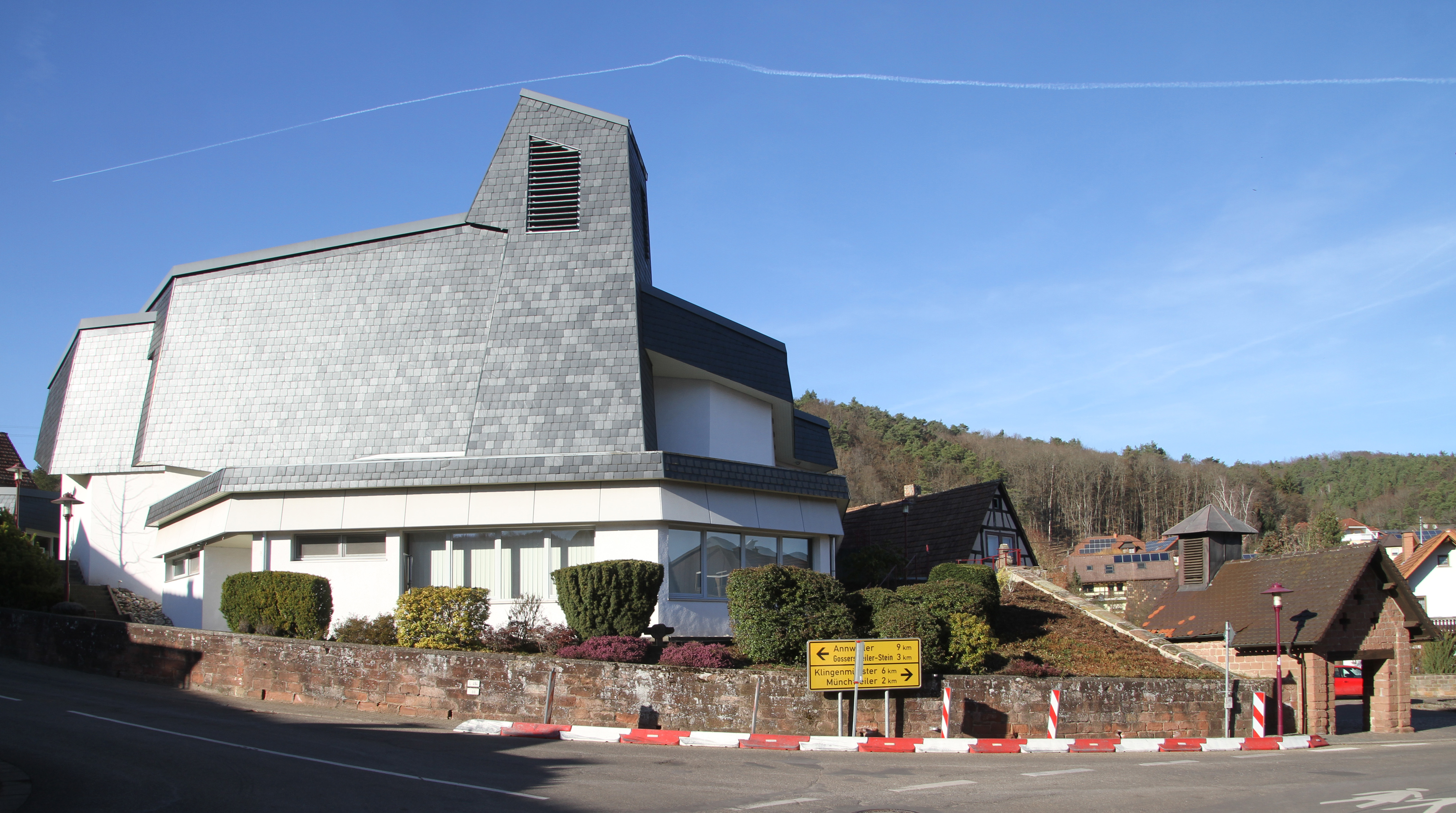
Katholische Kirche St. Sebastian

Die zum Bistum Speyer gehörige katholische Kirche St. Sebastian befindet sich im Ort. Deren Neubau wurde 1980 fertiggestellt, nachdem der barocke Vorgängerbau aus dem 18. Jahrhundert im Jahr 1976 abgerissen wurde.

## Politik

### Gemeinderat
Der Gemeinderat in Silz besteht aus zwölf Ratsmitgliedern, die bei der Kommunalwahl am 9. Juni 2024 in einer Mehrheitswahl gewählt wurden, und dem ehrenamtlichen Ortsbürgermeister als Vorsitzendem. Bei den Wahlen 2019 und 2014 wurde in einer personalisierten Verhältniswahl gewählt, da mindestens zwei Wahlvorschlagslisten eingereicht wurden.
Die Sitzverteilung im Gemeinderat:
| Wahl | CDU               | FWG               | WGR               | Gesamt   |
| ---- | ----------------- | ----------------- | ----------------- | -------- |
| 2024 | per Mehrheitswahl | per Mehrheitswahl | per Mehrheitswahl | 12 Sitze |
| 2019 | 3                 | 9                 | –                 | 12 Sitze |
| 2014 | 2                 | 8                 | 2                 | 12 Sitze |
| 2009 | per Mehrheitswahl | per Mehrheitswahl | per Mehrheitswahl | 12 Sitze |

### Bürgermeister
Elke Mandery (FWG) wurde am 24. Juni 2019 Ortsbürgermeisterin von Silz. Bei der Direktwahl am 26. Mai 2019 war sie mit einem Stimmenanteil von 68,97 % gewählt worden. Bei der Direktwahl am 9. Juni 2024 wurde sie als einzige Bewerberin mit 72,5 % wiedergewählt.
Ihr Vorgänger Peter Nöthen (FWG) hatte das Amt zehn Jahre ausgeübt.

### Wappen
| Wappen von Silz | Blasonierung: „In Schwarz ein schräglinks gelegter goldener Pfeil mit aufsteigender Spitze, begleitet oben rechts von einem schwebenden gleichschenkeligen silbernen Kreuz, unten links von einem silbernen Salzkristall in Rautenform.“ |
| Wappen von Silz | |

## Kultur

### Kulturdenkmäler
Vor Ort existieren insgesamt sechs Objekte, die unter Denkmalschutz stehen; dabei handelt es sich fast ausnahmslos um Kreuze.

### Rittersteine

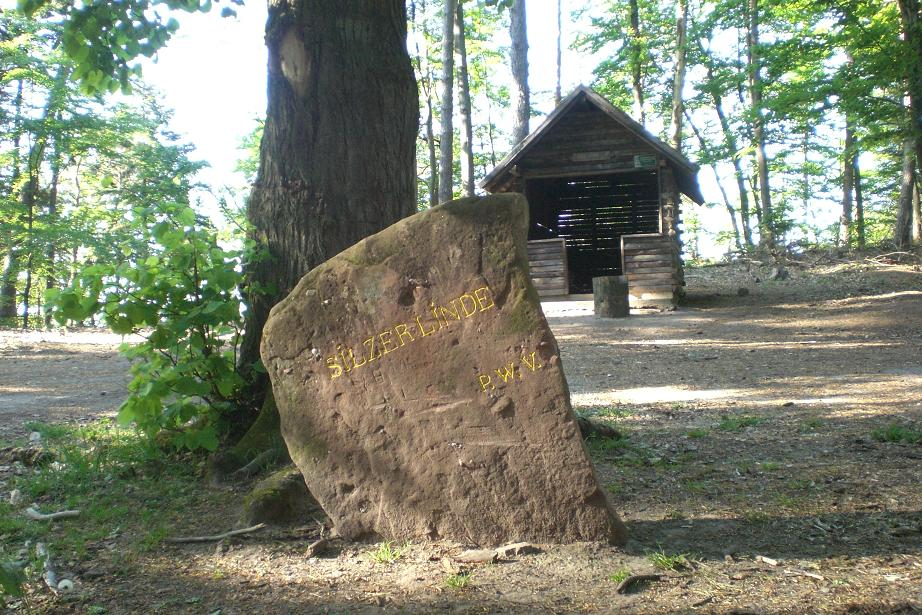
Ritterstein 34 Silzer Linde

Im südlichen Bereich der Gemarkung der Gemeinde befinden sich die Rittersteine 34 und 206. Ersterer trägt den Namen Silzer Linde und weist auf den Standort einer alten Linde hin. Letzterer hat die Aufschrift Katzeneiche und liegt südwestlich des Abtskopfes; der Name der entsprechenden Eiche gibt einen Hinweis auf Wildkatzen.

## Infrastruktur

### Tourismus
Der Wild- und Wanderpark Südliche Weinstraße in Silz verfügt über 15 verschiedene Arten von größeren Tieren. Neben einem Restaurant, Kiosk und Grillhütte stehen ein Aussichtsturm, ein Streichelzoo, ein Kinder- sowie ein Abenteuerspielplatz zur Verfügung. Die Freizeiteinrichtung wird jährlich von rund 100.000 Besuchern in Anspruch genommen.

### Verkehr
Silz liegt an den Landesstraßen 493 und 494. Erstere kommt von Vorderweidenthal und führt in die östliche Richtung über Herxheim und Rülzheim bis nach Hördt. Letztere beginnt in Völkersweiler und führt über Gossersweiler-Stein, ehe die in der Silzer Ortsmitte in erstere mündet. Die Buslinie 531 des Verkehrsverbundes Rhein-Neckar verbindet die Gemeinde mit Landau in der Pfalz und Annweiler am Trifels. Nächstgelegener Bahnhalt ist der Bahnhof Annweiler am Trifels.

### Bildung
In der Gemeinde befindet sich ein Kindergarten. Sie selbst gehört zum Einzugsgebiet der Grundschule Gossersweiler-Stein.